# مصباح الزجاجة في زوائد ابن ماجه
مصباح الزجاجة في زوائد ابن ماجه هو كتاب في علم الحديث وأحد كتب الحديث، ألفه الإمام شهاب الدين البوصيري (762 هـ - 839 هـ)، اختص المؤلف في كتابه بالزوائد الواردة في سنن ابن ماجة ولم ترد في الصحاح الخمسة المتبقية : البخاري ومسلم والترمذي والنسائي وأبو داود، ذاكرا الحديث الزائد أو الحديث مع المواضع الزائدة فيه مع ذكر شواهده، مرتبا حسب سنن ابن ماجة.

## منهج الكاتب
قال البوصيري: «فقد استخرت الله عز وجل في إفراد زوائد الإمام الحافظ أبي عبد الله محمد بن يزيد بن ماجة القزويني على الخمسة أصول: صحيحي البخاري ومسل وأبي داؤد والترمذي والنسائي الصغرى رواية ابن السني. فإن كان الحديثفي الكتب الخمسة أو أحدهم من طريق صحابي واحد لم أخرجه إلا أن يكون فيه زيادة عند ابن ماجة تدل على الحكم. وإن كان من طريق صحابيين فأكثر وانفرد ابن ماجة بإخراج طريق منها أخرجته ولو كان المتن واحدًا، وأنبه عقب كل حديث أنه في الكتب الخمسة المذكورة أو أحدهما من طريق فلان مثلا إن كان. فإن لم يكن ورأيت الحديث في غيرها نبهت عليه للفائدة، وليعلم أن الحديث ليس بفرد، ثم أتكلم على كل إسناد بما يليق بحاله من صحة وحسن وضعف وغير ذلك، وما سكت عليه ففيه نظر.»